# (R)-pantolattone deidrogenasi
La (R)-pantolattone deidrogenasi (flavina) è un enzima appartenente alla classe delle ossidoreduttasi, che catalizza la seguente reazione:
(R)-pantolattone + accettore ⇄ 2-deidropantolattone + accettore ridotto
L'enzima presenta una elevata specificità per (R)-pantolattone. La fenazina metosolfato (PMS) può agire da accettore. L'enzima è stato ampiamente studiato nel batterio Nocardia asteroides, dove ha mostrato di essere legato alla membrana ed indotto da 1,2-propanodiolo. Il cofattore flavinico è legato non covalentemente.